# Ганс Шомбургк
Ганс Шомбургк (нім. Hans Schomburgk; 1880–1967) — німецький мандрівник, дослідник Африки, письменник, кінематографіст, піонер німецького документального кіно про тварин.

## Біографія
Народився 28 жовтня 1880 року у Гамбурзі у сім'ї архітектора Германа Едуарда Шомбургка (1850—1937). Ганс навчався у школах Гамбурга, Люнебурга та Єни. У 1898 році переїхав до Південної Африки. Брав участь у Другій англо-бурській війні. Опісля працював поліцейським у Північній Родезії, а далі став мисливцем та дослідником. Під час експедиції у 1906 році, під час експедиції, відкрив річку Шіканде та озеро Сенгве на півдні Анголи. Також він встановив взаємозв'язок між сонною хворобою та укусами мухи цеце. Займався постачанням великих ссавців для зоопарків Європи, зокрема для Карла Гаґенбека. Так, у 1909 році привіз в Європу першого східноафриканського слона, а у 1912 році — карликового бегемота. Також він був автором детальної карти Західної Ліберії та був призначений військовим аташе посольства Ліберії у Великій Британії.
У 1912 році він відмовився від полювань і присвятив себе дослідженню диких тварин.
Шомбургк здійснив 10 експедицій в Африці. Все побачене він записував, а нотатки стали основою для його книг. Згодом Шомбургк став знімати свої експедиції на кінострічку.
З приходом нацистів у 1933 році, фільми на книги Шомбургка були заборонені через його єврейське походження. Після війни Ганс знову отримав змогу писати та знімати фільми про дику природу Африки.
У віці майже 87 років Шомбургк помер у Берліні. Він був похований у Гамбурзі, на кладовищі Ольсдорф. Значну частину своєї етнографічної колекції Африки він відписав місту Кверфурт, почесним громадянином якого він був з 1959 року.

## Фільмографія
- 1913/1917: У німецькому Судані / Im deutschen Sudan
- 1919: Тропічна отрута / Tropengift
- 1921: У боротьбі за алмазні поля / Im Kampf um Diamantenfelder
- 1921: Біла жінка серед людожерів / Eine Weisse unter Kannibalen
- 1922: Жінки, маски і демони / Frauen, Masken und Dämonen
- 1932: Останній рай / Das letzte Paradies
- 1936: Пустеля помирає / Die Wildnis stirbt
- 1958: Ганс Шомбургк — моє прощання з Африкою / Hans Schomburgk — Mein Abschied von Afrika